# Volcxken Diericx

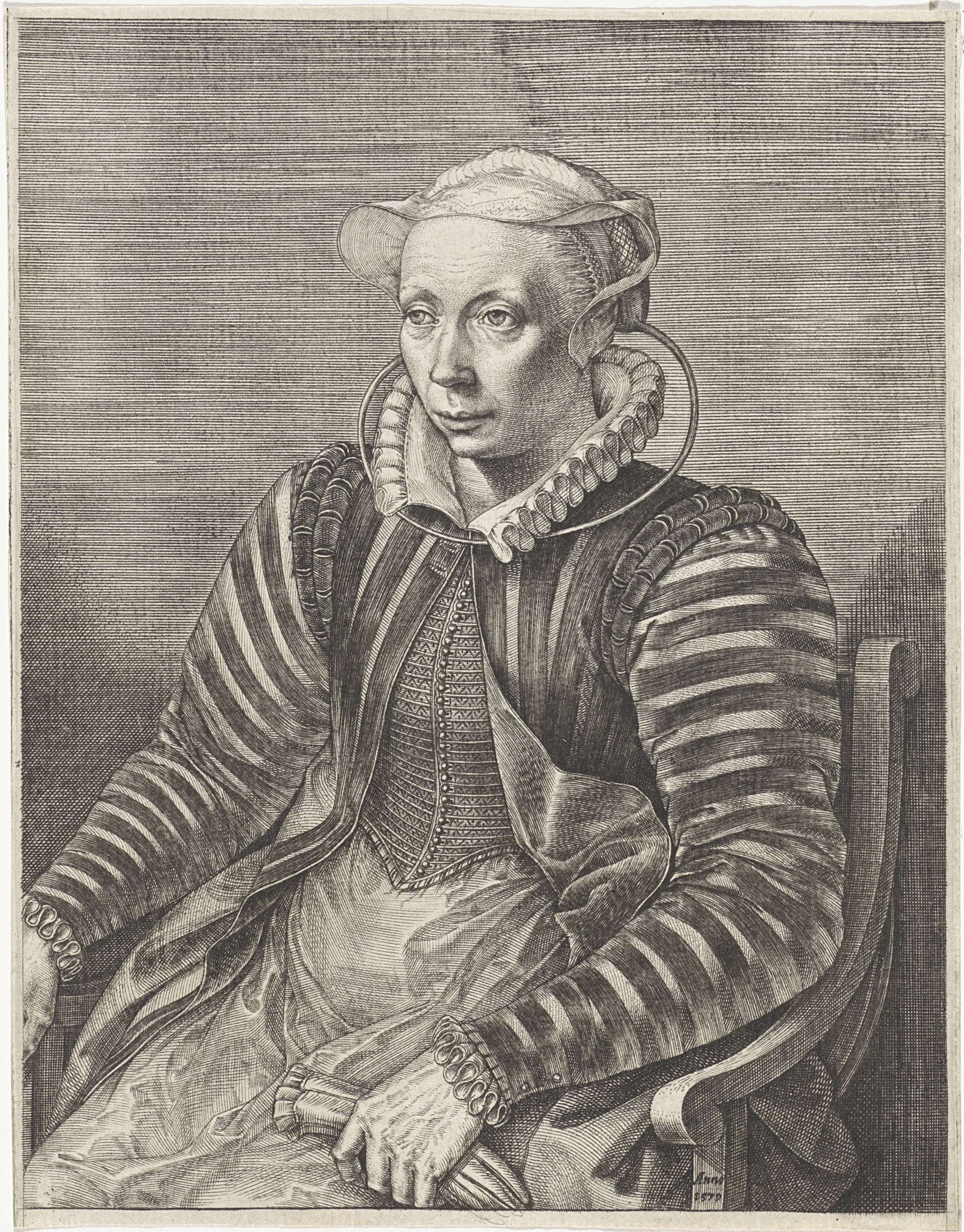
Portret van Volcxken Diericx door Jan Wierix (1579). Erboven stond haar lijfspreuk: SPAERT HEERE, U VOLCK (cf. Numeri, 21:7)

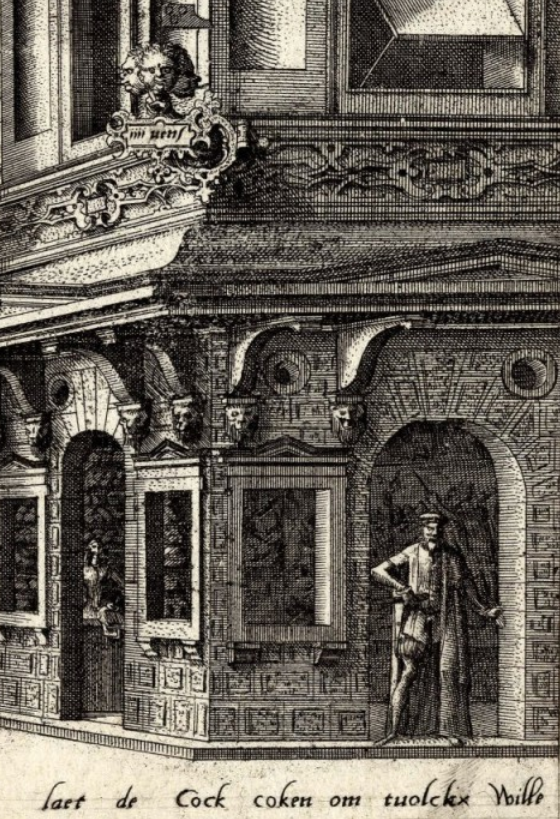
Detail van een prent uit 1560: Hiëronymus Cock lijkt de voorbijganger uit te nodigen in zijn winkel, waar Volcxken Diericx achter de toonbank wacht, de prenten opgestapeld achter haar. Door de deuropening is de monumentale Oprichting van de koperen slang te zien, een verwijzing naar Volcxkens motto. Het uithangbord, IIII vens, wordt door vier putti in de praktijk gebracht. Het speelse onderschrift laat in het midden of Cock zijn werk doet op last van zijn vrouw Volcxken of ter wille van het publiek: Laet de Cock coken om tvolckx wille.

Volcxken Diericx (?, ca. 1525 - Antwerpen, 23 december 1600) was een Zuid-Nederlands drukker en uitgever van prenten. Nagenoeg een halve eeuw lang runde ze de meest prestigieuze prentenhandel van het noorden, In de vier winden.

## Levensloop
Volcxken trouwde op 29 januari 1547 met Hieronymus Cock. Het volgende jaar, op 11 januari, verkregen ze een octrooi voor hun Antwerpse uitgeverij Die vier winden. Cock gaf hiervoor zijn schilderscarrière op. Hun winkel bevond zich in het nieuwe handelscentrum van de stad: eerst bij de Nieuwe Beurs (op de hoek van de Lange Nieuwstraat en de Katelijnevest) en later bij het Tapissierspand. Waarschijnlijk had ook hun drukker Sander Janssen er een werkruimte.
Hoewel de naam van Cock prominent werd uitgespeeld, lijdt het weinig twijfel dat het om een (h)echt partnerschap ging. Op een prent uit 1560 presenteren Cock en Diericx zich als koppel in hun zaak. Beider namen komen voor in het speelse onderschrift: Laet de Cock coken om tvolckx wille.
Voor het ontwerpen van de prenten deden Cock en Diericx een beroep op grote namen als Maarten van Heemskerck, Lambert Lombard, Hans Vredeman de Vries, Michiel Coxcie en Frans Floris. Anderen groeiden onder hun kundige begeleiding uit tot befaamde kunstenaars, zoals Pieter Breugel. Daarnaast hadden ze een belangrijke Italiaanse productie, met prenten naar Andrea del Sarto, Bronzino, Raffaello Sanzio... Het graveren gebeurde aanvankelijk door Cock. In 1550 lieten ze meestergraveur Giorgio Ghisi overkomen naar Antwerpen. Andere etsers die regelmatig opdrachten kregen van het huis waren Pieter van der Heyden, Frans Huys, Lucas en Joannes van Doetecum, Cornelis Cort en Philip Galle.
Na de dood van Cock in 1570 ging Diericx zelfstandig door met uitgeven. Op 16 juli 1571 werd ze doopmeter van Theodoor Galle, de zoon van Philip. In 1572 hertrouwde ze met Lambrecht Bottin, die eerder pro forma medezaakvoerder werd. Doorheen steeds woeliger tijden bleef ze de prentenhandel runnen. Ze gaf een boek met schildersportretten uit, Pictorum aliquot celebrium praecipuae Germaniae Inferioris effigies. Naast het heruitgeven van de bestaande stock, legde ze ook nieuwe kunstenaars als Hendrik Goltzius en Maarten de Vos onder contract.
Diericx overleefde ook haar tweede echtgenoot, die eind 1580 stierf. Niettegenstaande haar welstand bleef ze de zaak nog tot haar dood voortzetten. Ze werd begraven met haar eerste echtgenoot in de Sint-Pauluskerk. Een inventaris uit 1601 van haar nalatenschap maakt duidelijk dat ze uiterst zorgzaam met de koperplaten was omgesprongen. Ze liet er 1607 na, naast een grote voorraad prenten. Haar testamentuitvoerder Philip Galle en opkopers zorgden ervoor dat deze collectie verder leefde in volgende eeuwen.

## Lofdicht
De humanist Dominicus Lampsonius, een vriend des huizes, richtte in 1572 een neolatijns lofdicht aan Volcxken en de schim van haar man:
Je hebt je dapper aan een onderneming
gewaagd die jouw sekse overstijgt
en gaat nu dezelfde weg die voordien
je man heeft betreden:
steeds weer ervoor zorgend dat
wat kunstminnaars kan boeien
in koper wordt gegraveerd en uitgegeven.
De dood, die jullie lichamen heeft gescheiden,
zal er dus niet in slagen
de geestelijke band tussen jullie ook maar
één dag te verbreken.
Zo zal ook in mijn verzen, Volcxken,
de onsterfelijke Roem
jouw lof bezingen in één adem met die
van je man, Cock.

## Voetnoten
1. ↑  Joris Van Grieken, "Volcxken Diericx. Prentuitgeefster in zestiende-eeuws Antwerpen", in: De boekenwereld, 2013, nr. 3

- Gemeinsame Normdatei: 1038022010
- International Standard Name Identifier: 0000 0004 1664 1734
- Nederlandse Thesaurus van Auteursnamen: 33425423X
- Système universitaire de documentation: 234424753
- Virtual International Authority File: 304966130
- WorldCat: E39PBJcBXpbHrqYvxHHYdCrDv3